# Филип фон Шьонбург
Филип фон Шьонбург (на немски: Philip von Schönburg/Schönberg; † 1509) е благородник от Шьонбург/ Шьоненберг в Саксония-Анхалт.

## Фамилия
Филип фон Шьонбург се жени за Елизабет фон дер Лайен, дъщеря на Йохан фон дер Лайен (* ок. 1455; † октомври 1480) и Ева фон Вилц, дъщеря на Годарт VI фон Вилц-Бартелщайн († 1474) и Йохана фон Елтер († 8 февруари 1474). Те имат един син:
- Дитрих фон Шьонбург († 10 ноември 1542), женен 1522 г. за Анна Кемерер фон Вормс-Далберг († 6 февруари 1549), дъщеря на Волфганг Кемерер фон Вормс (1469/1470 – 1549) и Елизабет Фецер фон Гайшпицхайм († 1534)